# 15-я воздушная армия (СССР)
15-я воздушная армия (15ВА) — оперативное объединение авиации РККА (советских ВВС) в составе ВС СССР во время Великой Отечественной войны.

## Наименование
- ВВС Брянского фронта;
- 15-я воздушная армия;
- 30-я воздушная армия (c 20 февраля 1949 года);
- 15-я воздушная армия (с 4 апреля 1968 года);
- ВВС Прибалтийского военного округа (с декабря 1977 года);
- 15-я воздушная армия (с мая 1988 года).

## Формирование
Сформирована в период с 11 июля по 15 августа 1942 года в соответствии с требованиями директивы командующего ВВС РККА от 10 июля 1942 года на базе ВВС Брянского фронта.
Формирование армии началось в селе Павловка (в 18 км юго-восточнее города Ельца) Орловской (ныне Липецкой) области. Десять дней этой работой руководил зам. командующего ВВС Красной Армии генерал-лейтенант авиации Г. А. Ворожейкин, вступивший во временное командование воздушной армией. 21 июля должность командующего принял генерал-майор авиации И. Г. Пятыхин, который, прибыв с Ленинградского фронта, продолжил и завершил формирование объединения в составе Брянского фронта. Одновременно с командующим приступил к исполнению обязанностей военного комиссара воздушной армии полковой комиссар М. Н. Сухачев. Несколько позднее, в августе 1942 года вступил в должность начальника штаба воздушной армии генерал-майор авиации А. А. Саковнин.
Первоначально в состав армии вошли 286-я истребительная авиационная дивизия, 225-я штурмовая авиационная дивизия, 284-я бомбардировочная авиационная дивизия, 3 отдельных авиаполка.

## Боевой путь
Боевое крещение армия получила осенью 1942 года, участвуя в оборонительных сражениях под Воронежем и в ликвидации плацдарма противника на левом берегу Дона.
Зимой 1943 года поддерживала войска фронта в Воронежско-Касторненской наступательной операции.
В мае 1943 года участвовала в воздушной операции по уничтожению немецкой авиации на аэродромах в мае 1943 года.
В июле — августе 1943 года участвовала в Орловской стратегической наступательной операции. В сентябре 1943 года поддерживала войска фронта в Брянской наступательной операции.
В октябре 1943 года армия была передана в состав Прибалтийского (с 20 октября — 2-го Прибалтийского) фронта. Поддерживала наступление его войск на витебско-полоцком направлении, в ходе Ленинградско-Новгородской, Старорусско-Новоржевской, Режицко-Двинской и Рижской наступательных операций, затем участвовала в разгроме соединении южного фланга группы армий «Север», содействовала успешному форсированию реки Великая.
В летних наступательных операциях 1944 года армия содействовала войскам фронта при прорыве сильно укреплённой обороны противника в районе Идрица, Себеж, Дрисса, участвовала в Режицко-Двинской операции, в сентябре — октябре принимала участие в боях за освобождение Латвии, её столицы города Рига.
В 1945 году в составе 2-го Прибалтийского, с 1 апреля — Ленинградского фронтов армия участвовала в ликвидации курляндской группировки противника. Часть сил армии участвовала в наступательной операции по разгрому группировки противника в районе Клайпеды (январь—февраль 1945 г.).
За годы Великой Отечественной войны лётчики армии совершили около 160 тысяч самолёто-вылетов, участвовали в четырёх воздушных операциях.
В послевоенное время армия с 9 июля 1945 года входила в состав Особого военного округа, с 29 января 1946 года в состав Прибалтийского военного округа.

## Командный состав

### Командующие армией
Командующие армией (Председатель Военного Совета):
- 10.07.1942 — Г. А. Ворожейкин, генерал-лейтенант авиации (врио);
- 21.07.1942 — И. Г. Пятыхин, генерал-майор авиации;
- май 1943 — май 1950 — Н. Ф. Науменко, генерал-полковник авиации;
- май 1950 — октябрь 1953 — Ф. П. Полынин, генерал-полковник авиации[1];
- октябрь 1953 — январь 1957 — С. И. Миронов, генерал-лейтенант авиации[1];
- январь 1957 — апрель 1958 — В. А. Виноградов, генерал-лейтенант авиации[1];
- апрель 1958 — май 1973 — Ф. И. Шинкаренко, генерал-полковник авиации;
- март 1979 — октябрь 1985 — Масалитин Пётр Николаевич, генерал-лейтенант авиации;
- октябрь 1985 — февраль 1988 — Бобров Дмитрий Васильевич, генерал-лейтенант авиации;
- февраль 1988 — июль 1991 — Тимченко Владимир Павлович, генерал-лейтенант авиации;
- июль 1991 — декабрь 1993 — Липатов Михаил Иванович, генерал-майор авиации.

### Заместители командующего
Заместители командующего по политической части (до 9 октября 1942 года военный комиссар) (Член Военного Совета):
- 17.07.1942 — до конца войны — М. Н. Сухачев, полковой комиссар, полковник (с 05.12.1942), генерал-майор авиации (с 19.01.1944).
- c 1 ноября 1943 — до конца войны — П. Г. Казаков, Начальник тыла армии, полковник, генерал-майор авиации

### Начальники штаба
- 22.07.1942 — Семёнов Илья Сергеевич, полковник;
- 24.08.1942 — до конца войны — А. А. Саковнин, генерал-майор авиации.

## Состав
В разное время в состав армии входили следующие соединения, части и подразделения:
- 1-й гвардейский истребительный авиационный корпус
- 5-й гвардейский бомбардировочный авиационный корпус
- 2-й истребительный авиационный корпус
- 3-й бомбардировочный авиационный корпус
- 3-й штурмовой авиационный корпус
- 7-й штурмовой авиационный корпус
- 11-й смешанный авиационный корпус (преобразован в 14-й истребительный авиационный корпус)
- 11-й истребительный авиационный корпус
- 284-я ночная бомбардировочная авиационная дивизия
- 284-я истребительная авиационная дивизия
- 286-я истребительная авиационная дивизия
- 225-я штурмовая авиационная дивизия
- 15-я отдельная дальняя разведывательная авиационная эскадрилья
- 32-й бомбардировочный авиационный полк (преобразован в 32-й отдельный разведывательный авиационный полк)
- 315-я истребительная авиационная дивизия
- 50-й отдельный разведывательный авиационный полк
- 313-я ночная бомбардировочная авиационная дивизия
- 113-я бомбардировочная авиационная дивизия
- 224-я штурмовая авиационная дивизия
- 13-й отдельный авиационный полк ГВФ
- 214-я штурмовая авиационная дивизия
- 187-й отдельный корректировочно-разведывательный авиационный полк
- 188-я бомбардировочная авиационная дивизия
- 305-я штурмовая авиационная дивизия
- 336-я истребительная авиационная дивизия
- 13-я отдельная корректировочная авиационная эскадрилья
- 14-я стационарная авиационная ремонтная мастерская
- 19-я подвижная железнодорожная авиационная ремонтная мастерская
- 60-я подвижная железнодорожная авиационная ремонтная мастерская
- 15-й отдельный полк связи
- 39-я авиационная дивизия истребителей-бомбардировщиков
- 886-й отдельный разведывательный авиационный полк
- 249-я отдельная смешанная авиационная эскадрилья
- 39-е отдельное буксировочное авиационное звено
- 285-я отдельная вертолётная эскадрилья радиоэлектронной борьбы

| - 225-я штурмовая авиационная дивизия - 284-я ночная бомбардировочная авиационная дивизия - 286-я истребительная авиационная дивизия - 32-й разведывательный авиационный полк - 778-й бомбардировочный авиационный полк - 876-й смешанный авиационный полк - 877-й смешанный авиационный полк - 879-й смешанный авиационный полк |

| - 3-й бомбардировочный авиационный корпус: - 241-я бомбардировочная авиационная дивизия - 301-я бомбардировочная авиационная дивизия - 225-я штурмовая авиационная дивизия - 299-я штурмовая авиационная дивизия - 284-я ночная бомбардировочная авиационная дивизия - 286-я истребительная авиационная дивизия - 32-й разведывательный авиационный полк - 778-й бомбардировочный авиационный полк |

| - 5-й гвардейский бомбардировочный авиационный корпус - 4-я гвардейская бомбардировочная авиационная дивизия - 124-й гвардейский бомбардировочный авиационный полк - 125 й гвардейский бомбардировочный авиационный полк - 126 й гвардейский бомбардировочный авиационный полк - 5-я гвардейская бомбардировочная авиационная дивизия - 35 й гвардейский бомбардировочный авиационный полк - 127 й гвардейский бомбардировочный авиационный полк - 128 й гвардейский бомбардировочный авиационный полк - 14-й истребительный авиационный корпус - 185-я истребительная авиационная дивизия - 4-й истребительный Краснознамённый авиационный полк - 148-й истребительный Рижский авиационный полк - 293-й истребительный авиационный полк - 315-я истребительная авиационная дивизия - 50-й истребительный авиационный полк - 171-й истребительный авиационный полк - 431-й истребительный авиационный полк - 336-я истребительная авиационная дивизия - 163-й истребительный авиационный полк - 265-й истребительный авиационный полк - 483-й истребительный авиационный полк - 214-я штурмовая авиационная дивизия - 190-й штурмовой авиационный полк - 502-й штурмовой авиационный полк - 622-й штурмовой авиационный полк - 225-я штурмовая авиационная дивизия - 118-й гвардейский штурмовой авиационный полк - 810-й штурмовой авиационный полк - 825-й штурмовой авиационный полк - 206-й отдельный корректировочный авиационный полк - 107-й транспортный авиационный полк - 699-й отдельный транспортный авиационный полк |

## Отличившиеся воины, соединения и части
За успешное выполнение заданий командования несколько соединений и частей армии получили почётные наименования и были награждены орденами. 19 975 воинов награждены орденами и медалями, 72 лётчикам и штурманам присвоено звание Героя Советского Союза, а А. К. Рязанов и И. Н. Степаненко удостоены этого звания дважды.

## Отличившиеся воины

### Кавалеры ордена Славы 3-х степеней
- Журкина, Надежда Александровна, гвардии старшина, воздушный стрелок-радист 99-го отдельного гвардейского разведывательного авиационного полка[3].